# Десснер, Аарон
Аарон Десснер (Aaron Brooking Dessner; род. 23 апреля 1976) — американский рок-музыкант, продюсер, автор, мультиинструменталист, член инди-рок-группы The National.
Сотрудничал в записи альбомов и синглов Тейлор Свифт (2020), The National (с 1999-), Big Red Machine (с 2018-) и других.

## Биография
См. также «Aaron Dessner	Career» в английском разделе.
Родился 23 апреля 1976 года в Цинциннати (штат Огайо, США) вместе с родным братом Bryce Dessner. Учился в Cincinnati Country Day School в Цинциннати (окончил в 1994) и в колледже Columbia College at Columbia University (1998). У него с женой трое детей.
В 1999 году вместе Брайаном Девендорфом и другими участниками организовали рок-группу The National и в 2001 году, когда к ним присоединился брат Брюс Десснер, выпустили их дебютный альбом The National.
Их шестой альбом Trouble Will Find Me (2013) был номинирован на Грэмми, а в 2018 на 60-й церемония они получили почётную статуэтку в категории Премия «Грэмми» за лучший альтернативный альбом за седьмой студийный диск Sleep Well Beast(2017), лид-сингл с которого, «The System Only Dreams in Total Darkness», занял первое мест в альтернативном рок-чарте Adult Alternative Songs Billboards.
Организатор создания и записи нескольких благотворительных альбомов. Среди них альбомы Day of the Dead (2016) и Dark Was the Night (2009) для повышения осведомлённости и сбора средств жертвам СПИДа.
Куратор или основатель нескольких музыкальных фестивалей: «Eaux Claires Music & Arts Festival» (с 2015), «PEOPLE Festival» (с 2016), «Boston Calling Music Festival» (2013—2018), «Crossing Brooklyn Ferry» (2012—2013).

## Дискография
См. также «Aaron Dessner discography» в английском разделе.

### С группой The National
- The National (2001)
- Sad Songs for Dirty Lovers (2003)
- Cherry Tree EP (2004)
- Alligator (2005)
- Boxer (2007)
- The Virginia EP (2008)
- High Violet (2010)
- Trouble Will Find Me (2013)
- Sleep Well Beast (2017)
- I Am Easy to Find (2019)

### С Project Nim
- Tower of Babel
- Where the Nothings Live
- Evenings Pop and Curve

### С Big Red Machine
- Big Red Machine (2018)

### C Тейлор Свифт
- Folklore (2020)
- Evermore (2020)
- Fearless (Taylor's Version) (2021)
- Red (Taylor's Version) (2021)
- Midnights (3am Edition) (2022)
- Speak Now (Taylor's Version) (2023)
- The Tortured Poets Department (2024)

### В фильмах
- A Skin, a Night (2008)
- Биг-Сур (2013)
- Transpecos (2016)